# Verwaltungsgemeinschaft Oberes Feldatal

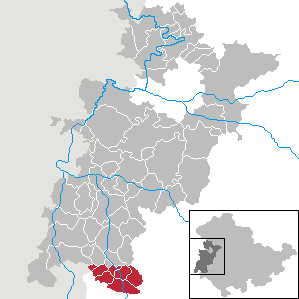
Lage der ehemaligen Verwaltungsgemeinschaft im Wartburgkreis

Die Verwaltungsgemeinschaft Oberes Feldatal lag im thüringischen Wartburgkreis. In ihr hatten sich die Stadt Kaltennordheim und sechs Gemeinden zur Erledigung ihrer Verwaltungsgeschäfte zusammengeschlossen. Verwaltungssitz war in Kaltennordheim.

## Die Gemeinden
1. Andenhausen
2. Diedorf
3. Empfertshausen
4. Fischbach/Rhön
5. Kaltenlengsfeld
6. Kaltennordheim, Stadt
7. Klings

## Geschichte
Die Verwaltungsgemeinschaft wurde am 18. Juni 1994 gegründet. Zum hauptamtlichen Gemeinschaftsvorsitzenden wurde im April 2009 Frank Kampf gewählt. Mit dem Thüringer Gesetz zur freiwilligen Neugliederung kreisangehöriger Gemeinden im Jahr 2013 wurde die Verwaltungsgemeinschaft zum 31. Dezember 2013 aufgelöst. Alle Mitgliedsgemeinden, bis auf Diedorf und Empfertshausen, schlossen sich zu einer Einheitsgemeinde Stadt Kaltennordheim zusammen, diese wurde erfüllende Gemeinde für Diedorf und Empfertshausen.

### Einwohnerentwicklung
Entwicklung der Einwohnerzahl:
| Jahr | Einwohner |
| ---- | --------- |
| 1995 | 5.273     |
| 2000 | 5.075     |
| 2005 | 4.703     |
| 2010 | 4.388     |
| 2012 | 4.316     |

Datenquelle: Thüringer Landesamt für Statistik – Werte vom 31. Dezember